# 巴德尼卡兰
巴德尼卡兰（Badhni Kalan），是印度旁遮普邦Moga县的一个城镇。总人口6373（2001年）。

## 人口
该地2001年总人口6373人，其中男性3312人，女性3061人；0—6岁人口716人，其中男382人，女334人；识字率57.96%，其中男性为59.27%，女性为56.55%。